# Pfarrhaus (Ludenhausen)

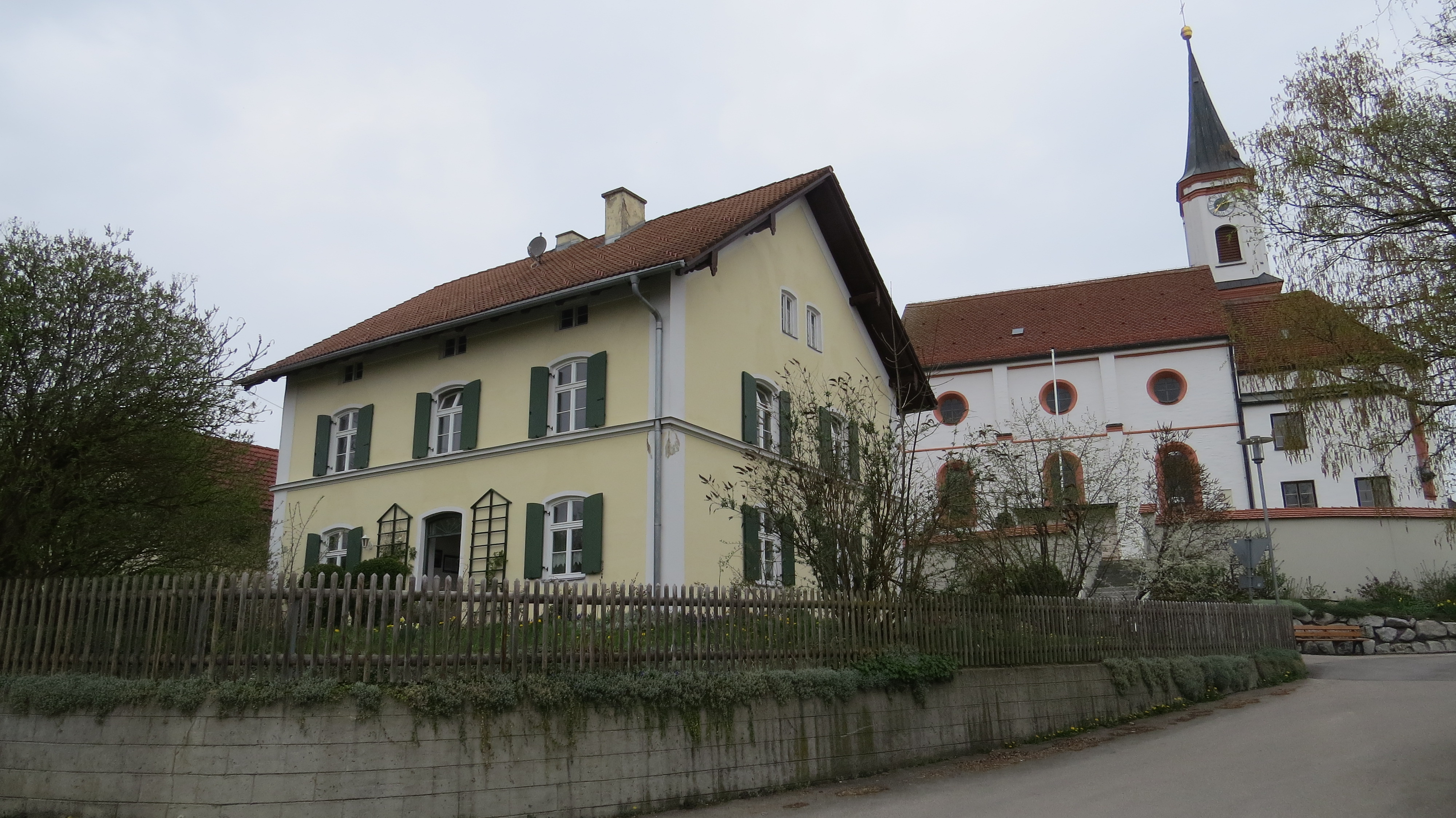
Pfarrhaus in Ludenhausen, dahinter die Kirche St. Peter und Paul

Das Pfarrhaus in Ludenhausen, einem Gemeindeteil von Reichling im oberbayerischen Landkreis Landsberg am Lech, wurde 1883 an der Stelle eines Vorgängerbaus, der bei einem Brand im Jahr 1877 zerstört wurde, errichtet. Das ehemalige Pfarrhaus an der Abtsrieder Straße 1, unterhalb der katholischen Pfarrkirche St. Peter und Paul, ist ein geschütztes Baudenkmal.

## Beschreibung
Der zweigeschossige Satteldachbau mit Mezzaningeschoss, Gurtgesims und Stichbogenfenstern besitzt drei zu zwei Fensterachsen. Das Gebäude wird durch aufgeputzte Ecklisenen und ein umlaufendes Traufgesims gegliedert. Der stichbogig schließende Eingang liegt in der Mittelachse der südlichen Traufseite. 
Das rückwärtige Ökonomiegebäude stammt vermutlich aus der gleichen Zeit.  